# آتشليا آكويون
آتشليا آكويون (بالتركية: Açelya Akkoyun)‏ هي ممثلة تركية ولدت في يوم 31 كانون الأول 1972 في مدينة أضنة. بدأت التمثيل في سنة 1989 ومثلت في العديد من المسلسلات والمسرحيات منها مسلسل قارب الخبز في سنة 2002 ومسلسل التسعينات في 2013.ومسلسل محمد: سلطان الفتوحات في عام 2024.